# Municipio de Stony Fork
El municipio de Stony Fork (en inglés: Stony Fork Township) es un municipio ubicado en el  condado de Watauga en el estado estadounidense de Carolina del Norte. En el año 2010 tenía una población de 2.585 habitantes.

## Geografía
El municipio de Stony Fork se encuentra ubicado en las coordenadas 36°14′15.46″N 81°30′58.37″O / 36.2376278, -81.5162139.